# Selenisa stipata
Selenisa stipata är en fjärilsart som beskrevs av Walker 1865. Selenisa stipata ingår i släktet Selenisa och familjen nattflyn. Inga underarter finns listade i Catalogue of Life.